# Mount Sutherland
Mount Sutherland ist ein etwa 2500 m hoher Berggipfel auf der antarktischen Ross-Insel. Er ragt 2,2 km westnordwestlich des Gipfels von Mount Terror auf.
Das Advisory Committee on Antarctic Names benannte ihn im Jahr 2000 nach Alexander L. Sutherland Jr., Projektmanager für Ozeanographie bei der National Science Foundation, der ab 1989 für die Einsätze und die Logistik von Forschungsschiffen für das United States Antarctic Program verantwortlich war.